# Селяховское
Селяховское (бел. Селяхоўскае), также Селяхинское, Селяхи (бел. Селяхінскае, Селяхі) — озеро в Брестском районе Брестской области Белоруссии. Располагается в 55 км к югу от Бреста возле деревни Селяхи. Входит в состав Брестской группы озёр.
Озеро находится в бассейне Западного Буга. Площадь озера составляет 0,5 км². Наибольшая глубина — 8,6 м. Длина озера — 1,3 км. Максимальная ширина озера — 0,8 км. Длина береговой линии озера составляет 3,7 км, площадь водосбора — 9,75 км². Объём воды в озере — 1,4 млн м³.
Склоны котловины озера частично находятся под пахотой. Мелководье песчаное. На больших глубинах расширенные сапропели толщиной до 12,5 метров.
Озеро зарастает вдоль берегов тростника и камышом. Подводная растительность распространена до глубины 3,5-4 метра.
Озеро Селяховское связано ручьём с озером без названия. Озеро расположено в 200 метрах от границы с Украиной.